# Dumka
Dumka là một thành phố và khu đô thị của quận Dumka thuộc bang Jharkhand, Ấn Độ.

## Địa lý
Dumka có vị trí 24°16′B 87°15′Đ / 24,27°B 87,25°Đ Nó có độ cao trung bình là 137 mét (449 feet).

## Nhân khẩu
Theo điều tra dân số năm 2001 của Ấn Độ, Dumka có dân số 44.917 người. Phái nam chiếm 54% tổng số dân và phái nữ chiếm 46%. Dumka có tỷ lệ 76% biết đọc biết viết, cao hơn tỷ lệ trung bình toàn quốc là 59,5%: tỷ lệ cho phái nam là 80%, và tỷ lệ cho phái nữ là 71%. Tại Dumka, 12% dân số nhỏ hơn 6 tuổi.